# Cycloramphus catarinensis
Cycloramphus catarinensis es una especie de ránidos de la familia Leptodactylidae.

## Distribución geográfica
Se encuentra en Brasil.